# Пуринский заказник
Пуринский заказник — государственный природный заказник федерального значения в Красноярском крае.

## История
Пуринский заказник был основан 6 июля 1988 года с целью поддержания экологического баланса, и охраны, восстановления и воспроизводства объектов животного мира.

## Расположение
Заказник располагается в пределах Северо-Сибирской низменности в северо-западной части Таймырского полуострова, в междуречье рек Пура и Мокоритто, на территории Таймырского Долгано-Ненецкого муниципального района Красноярского края. Площадь заказника составляет 787 500 га.

## Климат
В январе средняя температура — −28-30 °С, в июле — 8,5 °С. Среднегодовое количество осадков составляет 300—350 мм.

## Флора и фауна
На территории заказника произрастает 236 видов и подвидов сосудистых растений, а также 120 видов лишайников и мхов. Животный мир заказника включает такие виды, как северный олень, волк, песец, росомаха, горностай, ласка, заяц-беляк, арктическая бурозубка, полевка Миддендорфа и др. На территории заказника гнездятся краснокнижные виды птиц: пискулька, краснозобая казарка, исландский песочник, сибирская гага, песочник-красношейка, малый лебедь, хрустан, сапсан, белоклювая гагара и орлан-белохвост.